# Jessica Lord
Jessica Jane Lord (29 de julio de 1998) es una actriz y bailarina inglesa, conocida por sus papeles como Lola en la serie The Next Step y Lena Grisky en Find Me in Paris.

## Primeros años
Lord nació el 29 de julio de 1998 en Rochdale,Inglaterra. Cuando tenía seis años, su familia se mudó a Toronto,Canadá. Asistió a la escuela secundaria en O'Neill Collegiate and Vocational Institute en Oshawa, especializándose en danza. Más tarde asistió al Centennial College Theatre Arts and Performance.

## Carrera
Lord hizo su debut en la pantalla como bailarina en cuatro episodios de The Next Step en 2009. En 2018, Lord fue elegida para la serie de Hulu Find Me in Paris como Lena Grisky, un papel que interpretó hasta que la serie terminó en 2020. En 2019, apareció en un episodio de Random,y en 2023, hizo una aparición en el episodio 7 de la temporada 3 llamada prima.

## Filmografía
| Año       | Título             | Papel               | Notas                   |
| --------- | ------------------ | ------------------- | ----------------------- |
| 2015      | The Next Step      | Bailarina británica | 4 episodios             |
| 2016      | Paranormal Witness | Marnie              | Episodio: "El contrato" |
| 2017      | The next step      | Lola                | Serie regular           |
| 2018–2020 | Find Me in Paris   | Lena Grisky         | Role principal          |
| 2019      | Ransom             | Tatiana             | Episodio: "Prima"       |
| 2020      | Party of Five      | Alice               | Episode: "Piloto"       |